# Fiat
Fiat S.p.A. (Fabbrica Italiana Automobili Torino) (Italiensk bilfabrik fra Torino)(BIT: F
), er en italiensk bilfabrikant med hovedsæde i Torino. Fiat blev grundlagt i 1899 af en gruppe investorer her i blandt Giovanni Agnelli. Gennem sin mere end end 110 års historie har Fiat også fremstillet bl.a. lokomotivmotorer og jernbanevogne, militærkøretøjer og flyvemaskiner.
I 2011 havde Fiat en omsætning på 59,559 mia. Euro og i 2010 i alt 137.800 ansatte. I 2011 blev produceret ca. 2,4 mio. motoriserede køretøjer.
Anno 2011, var Fiat-koncernen (eksklusiv datterselskabet Chrysler Group LLC) verdens 11. største bilproducent og den tredjestørste fra Europa, målt på antal solgte enheder.
Fiats bilmodeller bygges omkring i verden. Udenfor italien er produceres der flest biler i Brasilien, hvor Fiat er markedsledende. Koncernen har også fabrikker i Argentina og Polen, samt en lang historie for licensproduktion i andre lande. Fiat driver også flere alliancer og joint ventures omkring i verden, de væsentligste i Italien, Frankrig, Tyrkiet, Serbien, Indien og Kina.
I september 2010 godkendte aktionærerne en plan om at fraspalte visse forretningsområder fra koncernen. Jordbrugs- og konstruktionsudstyrsproducenten CNH Global NV, latsbilsproducenten Iveco, samt industri- og marinedivisionen i Fiat Powertrain Technologies blev fraspaltet til en ny koncern pr. 1. januar 2011. Den nye koncerns moderselskab Fiat Industrial S.p.A., blev børsnoteret på børsen i Milano den 3. januar 2011.

## Mærker i koncernen
- Fiat - det største og det oprindelige mærke
- Lancia - associeres med rally og opfattes nogle gange mere luksuriøst end Fiat
- Alfa Romeo - dyre sportsbiler
- Abarth - racerbiler og gaderacere
- Maserati - luksusbiler og sportsvogne

Gennem ejerskabet til Chrysler Group LLC ejer Fiat tillige følgende amerikanske mærker:
- Chrysler
- Dodge
- Jeep
- Ram Trucks
- Mopar

## Historie
Virksomheden blev startet af Giovanni Agnelli i 1899. Hans barnebarn Gianni Agnelli var formand i Fiat fra 1966 til sin død i januar 2003. Han blev efterfulgt af broren, Umberto Agnelli. Da han døde 28. maj 2004, blev Luca Cordero di Montezemolo udnævnt til formand, mens Agnelli-arvingen John Elkann blev viceformand i en alder af 28 år. Også andre medlemmer af familien fik en plads i firmaet. Dette førte til at topchefen i selskabet, Giuseppe Morchio, trak han sig fra sin stilling med umiddelbar virkning. Sergio Marchionne blev udnævnt til hans efterfølger 1. juni 2004.
I 1970'erne lavede Fiat en lille to-personer elbil-prototype.
I Danmark lånte Fiat et eksemplar ud til ingeniøren Jean Fischer og Odense Universitet. Bilen indgik i Fischers elsystem i Tommerup der havde vindmølle, plusenergihus og et stationært elbatteri.
I 2009 indgik Fiat et samarbejde med den amerikanske bilproducent Chrysler, hvilket bl.a. indebar, at Fiat erhvervede et større aktiepost i Chrysler. Fiat købte løbende op i Chrysler, og den 1. januar 2014 overtog Fiat samtlige aktier i Chrysler-gruppen, der således indgår som et helejet datterselskab i Fiat-gruppen.

## Virksomhedsområder og fabrikker
Fiat-koncernens aktiviteter var oprindelig fokuseret omkring industriel produktion af biler, nyttekøretøjer og landbrugsmaskiner. Senere har virksomheden spredt sig, og den har nu aktiviteter inden for et bredt spektrum af både industri og finansielle tjenester. Fiat er Italiens største industrikoncern. Det har også betydelige virksomheder i en række lande i hele verden. Alt i alt har Fiat aktiviteter i 61 lande gennem 1.063 selskaber med mere end 223.000 ansatte, hvoraf 111.000 arbejder udenfor Italien.
Fiat støtter Fondazione Giovanni Agnelli, en vigtig stiftelse for social og økonomisk forskning samt Palazzo Grassi, en gammel, berømt bygning i Venezia som nu er museum. I 1916 påbegyndtes opførelsen af den berømte Lingotto-fabrik, som åbnede i 1923. Fabrikken var på den tid verdens største. Mere end 80 forskellige Fiat-modeller blev bygget her indtil fabrikken blev nedlagt i 1982.
I 1970'erne og 1980'erne var Fiat en pioner inden for brugen af industrirobotter til bilproduktion. Fiats fabrikker er blandt de mest automatiserede og avancerede i verden. Fiat var en af de første vestlige selskaber, som byggede fabrikker i Sovjet-kontrollerede lande. Bedst kendt er fabrikkerne i Vladivostok, Kyiv og Togliatti.